# Lista de artistas incluídos no Rock and Roll Hall of Fame

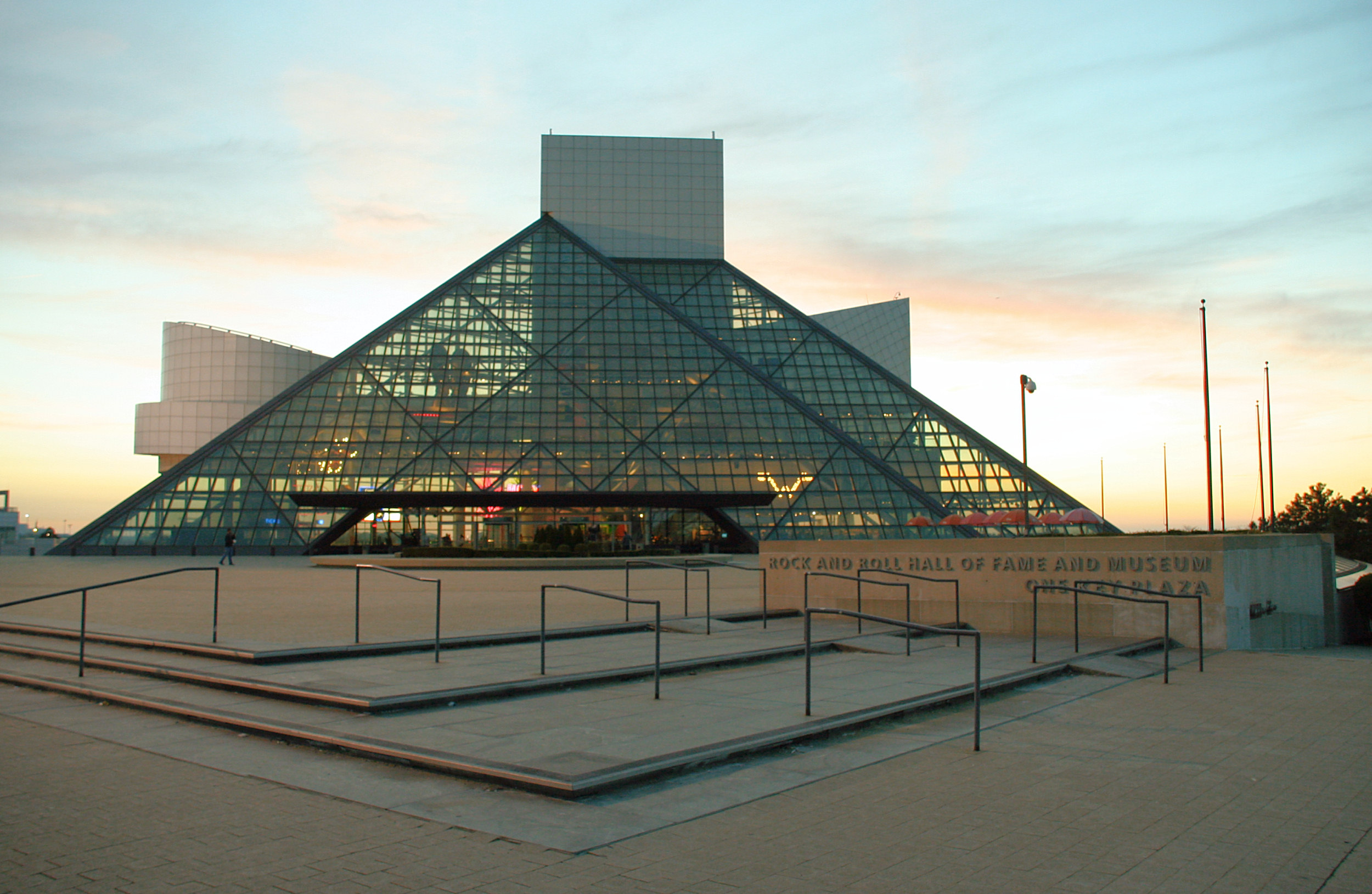
O Rock 'n Roll Hall of Fame.

O Rock and Roll Hall of Fame, estabelecido em 1986 e localizado em Cleveland, Ohio, EUA é dedicado a registrar a história de alguns dos mais conhecidos e influentes músicos, assim como bandas, produtores e outros que possuem, de alguma forma, grande influência na indústria musical, em particular na área do rock and roll. Originalmente, havia quatro categorias de indução: artistas, não-artistas, primeiras influências e empreendedores ao longo da vida. Em 2000 "sidemen" foi introduzida como uma categoria.
A única categoria que tem tido novos nomes introduzidos todos os anos é a categoria de artistas. Os artistas se tornam elegíveis para a indução após 25 anos do lançamento de seu primeiro álbum. Para ser empossado, um artista deve ser indicado por um comitê que seleciona qualquer um dos 15 a 19 candidatos. Cédulas são então enviadas para 500 "especialistas do rock", que avaliam os candidatos e votam em quem deve ser empossado. Os artistas que recebem o maior número de votos e mais de 50 por cento dos votos são incluídos. O restante das categorias são votadas por comitês especiais. Os novos incluídos são homenageados em uma cerimônia anual realizada em Nova York ou a cada três anos no Hall of Fame em Cleveland.
O Rock and Roll Hall of Fame tem recebido críticas por supostamente permitir que o processo de nomeação possa ser controlado por poucos indivíduos, por ter nomeações de artistas de gêneros que não são do rock, exclusão de gêneros inteiros do rock, e usando técnicas para incluir grupos que podem não ter sido os mais votados. Os membros sobreviventes do Sex Pistols, que foram empossados em 2006, se recusaram a participar da cerimônia, dizendo: "Perto dos Sex Pistols, o rock and roll e esse hall da fama são uma mancha de mijo".

## Incluídos

### Artistas
A categoria de artistas é destinada a artistas e bandas que têm "influência e importância para o desenvolvimento e perpetuação do rock and roll." Os artistas se tornam elegíveis para a indução depois de 25 anos do lançamento da sua primeira obra comercial. Para ser empossado, um artista deve ser indicado por um comitê que seleciona um dos candidatos. Os artistas que recebem o maior número de votos e mais de 50% dos votos são incluídos. Em 2012, seis bandas adicionais foram empossadas como artistas por uma comissão especial, por causa da controvérsia de serem excluídas quando seu vocalista foi introduzido. "Houve muita discussão sobre isso", disse Terry Stewart, membro da comissão de indicação. "Sempre houve conversas sobre o porquê que os grupos não foram incluídos quando os vocalistas foram empossados. Muito honestamente, ninguém poderia realmente responder a essa pergunta - isso foi há muito tempo...  Nós decidimos que iriamos sentar-mos como uma organização e olhar para isso. Este é o resultado."
| Ano  | Imagem | Nome                                   | Membros incluídos |
| ---- | --- | -------------------------------------- | --- |
| 1986 | | Chuck Berry                            | |
| 1986 | | James Brown                            | |
| 1986 | | Ray Charles                            | |
| 1986 | | Sam Cooke                              | |
| 1986 | | Fats Domino                            | |
| 1986 | | The Everly Brothers                    | Don Everly e Phil Everly. |
| 1986 | | Buddy Holly                            | |
| 1986 | | Jerry Lee Lewis                        | |
| 1986 | | Little Richard                         | |
| 1986 | | Elvis Presley                          | |
| 1987 | | The Coasters                           | Carl Gardner, Cornell Gunter, Billy Guy e Will "Dub" Jones. |
| 1987 | | Eddie Cochran                          | |
| 1987 | | Bo Diddley                             | |
| 1987 | | Aretha Franklin                        | |
| 1987 | | Marvin Gaye                            | |
| 1987 | | Bill Haley                             | |
| 1987 | | B.B. King                              | |
| 1987 | — | Clyde McPhatter                        | |
| 1987 | | Ricky Nelson                           | |
| 1987 | | Roy Orbison                            | |
| 1987 | | Carl Perkins                           | |
| 1987 | | Smokey Robinson                        | |
| 1987 | | Big Joe Turner                         | |
| 1987 | | Muddy Waters                           | |
| 1987 | | Jackie Wilson                          | |
| 1988 | | The Beach Boys                         | Al Jardine, Mike Love, Brian Wilson, Carl Wilson e Dennis Wilson. |
| 1988 | left to right: John Lennon, Paul McCartney, George Harrison and Ringo Starr                                                                 | The Beatles                            | George Harrison, John Lennon, Paul McCartney e Ringo Starr. |
| 1988 | | The Drifters                           | Ben E. King, Rudy Lewis, Clyde McPhatter, Johnny Moore, Bill Pinkney, Charlie Thomas e Gerhart Thrasher. |
| 1988 | | Bob Dylan                              | |
| 1988 | | The Supremes                           | Florence Ballard, Diana Ross e Mary Wilson. |
| 1989 | | Dion DiMucci                           | |
| 1989 | | Otis Redding                           | |
| 1989 | The Rolling Stones in 1965. From up to down: Mick Jagger; Charlie Watts and Keith Richards; Brian Jones and Bill Wyman.                     | The Rolling Stones                     | Mick Jagger, Brian Jones, Keith Richards, Ian Stewart, Mick Taylor, Charlie Watts, Ronnie Wood e Bill Wyman. |
| 1989 | | The Temptations                        | Dennis Edwards, Melvin Franklin, Eddie Kendricks, David Ruffin, Otis Williams e Paul Williams. |
| 1989 | | Stevie Wonder                          | |
| 1990 | | Hank Ballard                           | |
| 1990 | | Bobby Darin                            | |
| 1990 | | The Four Seasons                       | Tom DeVito, Bob Gaudio, Nick Massi, e Frankie Valli. |
| 1990 | | Four Tops                              | Renaldo "Obie" Benson, Abdul "Duke" Fakir, Lawrence Payton e Levi Stubbs. |
| 1990 | left to right: Pete Quaife, Dave Davies, Ray Davies, Mick Avory.                                                                            | The Kinks                              | Mick Avory, Dave Davies, Ray Davies e Peter Quaife. |
| 1990 | | The Platters                           | David Lynch, Herb Reed, Paul Robi, Zola Taylor, e Tony Williams. |
| 1990 | Simon and Garfunkel | Simon & Garfunkel                      | Paul Simon e Art Garfunkel. |
| 1990 | The Who in 1975, left to right: Roger Daltrey, John Entwistle, Keith Moon, Pete Townshend                                                   | The Who                                | Roger Daltrey, John Entwistle, Keith Moon e Pete Townshend. |
| 1991 | — | LaVern Baker                           | |
| 1991 | | The Byrds                              | Gene Clark, Michael Clarke, David Crosby, Chris Hillman e Roger McGuinn. |
| 1991 | | John Lee Hooker                        | |
| 1991 | — | The Impressions                        | Arthur Brooks, Richard Brooks, Jerry Butler, Fred Cash, Sam Gooden e Curtis Mayfield. |
| 1991 | | Wilson Pickett                         | |
| 1991 | — | Jimmy Reed                             | |
| 1991 | | Ike & Tina Turner                      | Ike Turner e Tina Turner. |
| 1992 | | Bobby "Blue" Bland                     | |
| 1992 | | Booker T. & the M.G.'s                 | Booker T. Jones, Steve Cropper, Donald "Duck" Dunn, Al Jackson, Jr. e Lewis Steinberg. |
| 1992 | | Johnny Cash                            | |
| 1992 | | The Isley Brothers                     | Ernie Isley, Marvin Isley, O'Kelly Isley, Jr., Ronald Isley, Rudolph Isley e Chris Jasper. |
| 1992 | | The Jimi Hendrix Experience            | Jimi Hendrix, Mitch Mitchell e Noel Redding. |
| 1992 | | Sam & Dave                             | Sam Moore e Dave Prater. |
| 1992 | | The Yardbirds                          | Jeff Beck, Eric Clapton, Chris Dreja, Jim McCarty, Jimmy Page, Keith Relf e Paul Samwell-Smith. |
| 1993 | | Ruth Brown                             | |
| 1993 | | Cream                                  | Ginger Baker, Jack Bruce e Eric Clapton. |
| 1993 | | Creedence Clearwater Revival           | Doug Clifford, Stu Cook, John Fogerty e Tom Fogerty. |
| 1993 | | The Doors                              | John Densmore, Robby Krieger, Ray Manzarek e Jim Morrison. |
| 1993 | — | Frankie Lymon & The Teenagers          | Sherman Garnes, Frankie Lymon, Jimmy Merchant, Joe Negroni e Herman Santiago |
| 1993 | | Etta James                             | |
| 1993 | | Van Morrison                           | |
| 1993 | | Sly & the Family Stone                 | Gregg Errico, Larry Graham, Jerry Martini, Cynthia Robinson, Freddie Stone, Rosie Stone e Sly Stone. |
| 1994 | | The Animals                            | Eric Burdon, Chas Chandler, Alan Price, John Steel e Hilton Valentine. |
| 1994 | The Band performing with Bob Dylan (Dylan was not a member of The band)                                                                     | The Band                               | Rick Danko, Levon Helm, Garth Hudson, Richard Manuel e Robbie Robertson. |
| 1994 | | Duane Eddy                             | |
| 1994 | | Grateful Dead                          | Tom Constanten, Jerry Garcia, Donna Godchaux, Keith Godchaux, Mickey Hart, Robert Hunter, Bill Kreutzmann, Phil Lesh, Ron McKernan, Brent Mydland, Bob Weir e Vince Welnick.                                                                                    |
| 1994 | | Elton John                             | |
| 1994 | | John Lennon                            | |
| 1994 | | Bob Marley                             | |
| 1994 | | Rod Stewart                            | |
| 1995 | | The Allman Brothers Band               | Duane Allman, Gregg Allman, Dickey Betts, Jai Johanny Johanson, Berry Oakley e Butch Trucks. |
| 1995 | | Al Green                               | |
| 1995 | | Janis Joplin                           | |
| 1995 | Led Zeppelin in 2007, left to right: John Paul Jones, Robert Plant, Jimmy Page                                                              | Led Zeppelin                           | John Bonham, John Paul Jones, Jimmy Page e Robert Plant |
| 1995 | | Martha and the Vandellas               | Martha Reeves, Rosalind Ashford, Betty Kelly, Lois Reeves e Annette Sterling. |
| 1995 | | Neil Young                             | |
| 1995 | | Frank Zappa                            | |
| 1996 | | David Bowie                            | |
| 1996 | Left to right: William "Red" Guest, Edward Patten, Merald "Bubba" Knight, and Gladys Knight                                                 | Gladys Knight & the Pips               | William Guest, Gladys Knight, Merald Knight e Edward Patten. |
| 1996 | | Jefferson Airplane                     | Marty Balin, Jack Casady, Spencer Dryden, Paul Kantner, Jorma Kaukonen e Grace Slick. |
| 1996 | — | Little Willie John                     | |
| 1996 | | Pink Floyd                             | Syd Barrett, David Gilmour, Nick Mason, Roger Waters e Rick Wright. |
| 1996 | | The Shirelles                          | Shirley Alston Reeves, Addie Harris, Doris Kenner-Jackson e Beverly Lee. |
| 1996 | | The Velvet Underground                 | John Cale, Sterling Morrison, Lou Reed e Maureen Tucker. |
| 1997 | | Bee Gees                               | Barry Gibb, Maurice Gibb e Robin Gibb. |
| 1997 | | Buffalo Springfield                    | Richie Furay, Dewey Martin, Bruce Palmer, Stephen Stills e Neil Young. |
| 1997 | left to right: Graham Nash, Stephen Stills, Neil Young (not inducted with the band) and David Crosby                                        | Crosby, Stills & Nash                  | David Crosby, Graham Nash, Stephen Stills. |
| 1997 | | The Jackson 5                          | Jackie Jackson, Jermaine Jackson, Marlon Jackson, Michael Jackson e Tito Jackson. |
| 1997 | | Joni Mitchell                          | |
| 1997 | | Parliament-Funkadelic                  | Jerome Brailey, George Clinton, Bootsy Collins, Raymond Davis, Tiki Fulwood, Glenn Goins, Michael Hampton, Fuzzy Haskins, Eddie Hazel, Walter Morrison, Cordell Mosson, William "Billy Bass" Nelson, Garry Shider, Calvin Simon, Grady Thomas e Bernie Worrell. |
| 1997 | — | The Rascals                            | Eddie Brigati, Felix Cavaliere, Gene Cornish e Dino Danelli. |
| 1998 | | Eagles                                 | Don Felder, Glenn Frey, Don Henley, Bernie Leadon, Randy Meisner, Timothy B. Schmit e Joe Walsh |
| 1998 | Stevie Nicks and Lindsey Buckingham | Fleetwood Mac                          | Lindsey Buckingham, Mick Fleetwood, Peter Green, Danny Kirwan, Christine McVie, John McVie, Stevie Nicks e Jeremy Spencer. |
| 1998 | | The Mamas & the Papas                  | Denny Doherty, Cass Elliot, John Phillips e Michelle Phillips. |
| 1998 | | Lloyd Price                            | |
| 1998 | | Santana                                | Jose Chepito Areas, David Brown, Mike Carabello, Gregg Rolie, Carlos Santana e Michael Shrieve. |
| 1998 | | Gene Vincent                           | |
| 1999 | | Billy Joel                             | |
| 1999 | | Curtis Mayfield                        | |
| 1999 | | Paul McCartney                         | |
| 1999 | | Del Shannon                            | |
| 1999 | | Dusty Springfield                      | |
| 1999 | | Bruce Springsteen                      | |
| 1999 | | The Staple Singers                     | Cleotha Staples, Mavis Staples, Pervis Staples, Pops Staples, Yvonne Staples. |
| 2000 | | Eric Clapton                           | |
| 2000 | | Earth, Wind & Fire                     | Philip Bailey, Larry Dunn, Johnny Graham, Ralph Johnson, Al McKay, Fred White, Maurice White, Verdine White e Andrew Woolfolk. |
| 2000 | | The Lovin' Spoonful                    | Steve Boone, Joe Butler, John Sebastian e Zal Yanovsky. |
| 2000 | — | The Moonglows                          | Prentiss Barnes, Harvey Fuqua, Peter Graves, Billy Johnson e Bobby Lester. |
| 2000 | | Bonnie Raitt                           | |
| 2000 | | James Taylor                           | |
| 2001 | Left to right: Tom Hamilton (bass), Steven Tyler (vocals, percussion), Joey Kramer (drums), Brad Whitford (guitar), and Joe Perry (guitar)  | Aerosmith                              | Tom Hamilton, Joey Kramer, Joe Perry, Steven Tyler e Brad Whitford. |
| 2001 | | Solomon Burke                          | |
| 2001 | — | The Flamingos                          | Jake Carey, Zeke Carey, Johnny Carter, Tommy Hunt, Terry "Buzzy" Johnson, Sollie McElroy, Nate Nelson e Paul Wilson. |
| 2001 | | Michael Jackson                        | |
| 2001 | Left to right: John Deacon (side), Freddie Mercury (front), Brian May (rear) and Roger Taylor (back)                                        | Queen                                  | John Deacon, Brian May, Freddie Mercury e Roger Taylor. |
| 2001 | | Paul Simon                             | |
| 2001 | | Steely Dan                             | Walter Becker e Donald Fagen. |
| 2001 | | Ritchie Valens                         | |
| 2002 | | Isaac Hayes                            | |
| 2002 | | Brenda Lee                             | |
| 2002 | Tom Petty | Tom Petty and the Heartbreakers        | Tom Petty, Ron Blair, Mike Campbell, Howie Epstein, Stan Lynch e Benmont Tench. |
| 2002 | — | Gene Pitney                            | |
| 2002 | The Ramones in 1980 | Ramones                                | Dee Dee Ramone, Joey Ramone, Johnny Ramone, Marky Ramone e Tommy Ramone. |
| 2002 | | Talking Heads                          | David Byrne, Chris Frantz, Jerry Harrison e Tina Weymouth. |
| 2003 | Brian Johnson and Angus Young in 2008 | AC/DC                                  | Brian Johnson, Phil Rudd, Bon Scott, Cliff Williams, Angus Young e Malcolm Young. |
| 2003 | The Clash in 1980 | The Clash                              | Terry Chimes, Topper Headon, Mick Jones, Paul Simonon e Joe Strummer. |
| 2003 | Elvis Costello | Elvis Costello & the Attractions       | Elvis Costello, Steve Nieve, Bruce Thomas e Pete Thomas. |
| 2003 | The Police in 2007, left to right: Stewart Copeland, Sting, Andy Summers                                                                    | The Police                             | Stewart Copeland, Sting e Andy Summers. |
| 2003 | | The Righteous Brothers                 | Bobby Hatfield e Bill Medley. |
| 2004 | | Jackson Browne                         | |
| 2004 | — | The Dells                              | Verne Allison, Chuck Barksdale, Johnny Carter, Johnny Funches, Marvin Junior e Michael McGill. |
| 2004 | | George Harrison                        | |
| 2004 | | Prince                                 | |
| 2004 | | Bob Seger                              | |
| 2004 | | Traffic                                | Jim Capaldi, Dave Mason, Steve Winwood e Chris Wood. |
| 2004 | | ZZ Top                                 | Frank Beard, Billy Gibbons e Dusty Hill. |
| 2005 | | Buddy Guy                              | |
| 2005 | | The O'Jays                             | Eddie Levert, Bobby Massey, William Powell, Sammy Strain e Walter Williams. |
| 2005 | | Pretenders                             | Martin Chambers, Pete Farndon, James Honeyman-Scott e Chrissie Hynde. |
| 2005 | | Percy Sledge                           | |
| 2005 | Left to right: The Edge, Larry Mullen, Bono and Adam Clayton                                                                                | U2                                     | Bono, Adam Clayton, The Edge, e Larry Mullen. |
| 2006 | Left to right: Geezer Butler, Ozzy Osbourne, Tony Iommi, Bill Ward                                                                          | Black Sabbath                          | Geezer Butler, Tony Iommi, Ozzy Osbourne e Bill Ward. |
| 2006 | Blondie head singer, Deborah Harry | Blondie                                | Clem Burke, Jimmy Destri, Nigel Harrison, Debbie Harry, Frank Infante, Chris Stein e Gary Valentine Lachman. |
| 2006 | | Miles Davis                            | |
| 2006 | | Lynyrd Skynyrd                         | Bob Burns, Allen Collins, Steve Gaines, Ed King, Billy Powell, Artimus Pyle, Gary Rossington, Ronnie Van Zant e Leon Wilkeson. |
| 2006 | | Sex Pistols                            | Paul Cook, Steve Jones, Glen Matlock, Johnny Rotten e Sid Vicious. |
| 2007 | | Grandmaster Flash and the Furious Five | Grandmaster Flash, Cowboy, Kid Creole, Melle Mel, Rahiem e Scorpio. |
| 2007 | Left to right: Mike Mills, Michael Stipe, touring drummer Bill Rieflin (not inducted with the band), and Peter Buck.                        | R.E.M.                                 | Bill Berry, Peter Buck, Mike Mills e Michael Stipe. |
| 2007 | | The Ronettes                           | Estelle Bennett, Ronnie Spector e Nedra Talley. |
| 2007 | | Patti Smith                            | |
| 2007 | Van Halen in 2004, left to right: Michael Anthony, Sammy Hagar, Eddie Van Halen                                                             | Van Halen                              | Michael Anthony, Sammy Hagar, David Lee Roth, Alex Van Halen e Eddie Van Halen. |
| 2008 | | The Dave Clark Five                    | Dave Clark, Lenny Davidson, Rick Huxley, Denny Payton e Mike Smith. |
| 2008 | | Leonard Cohen                          | |
| 2008 | | Madonna                                | |
| 2008 | | John Mellencamp                        | |
| 2008 | | The Ventures                           | Bob Bogle, Nokie Edwards, Gerry McGee, Mel Taylor e Don Wilson. |
| 2009 | | Jeff Beck                              | |
| 2009 | | Little Anthony & The Imperials         | Clarence Collins, Anthony Gourdine, Tracy Lord, Glouster "Nat" Rogers, Sammy Strain e Ernest Wright Jr. |
| 2009 | Left to right: Kirk Hammett, Lars Ulrich, James Hetfield, Robert Trujillo                                                                   | Metallica                              | Cliff Burton, Kirk Hammett, James Hetfield, Jason Newsted, Robert Trujillo, e Lars Ulrich. |
| 2009 | | Run-D.M.C.                             | Darryl "D.M.C." McDaniels, Jason "Jam-Master Jay" Mizell and Joseph "DJ Run" Simmons. |
| 2009 | | Bobby Womack                           | |
| 2010 | | ABBA                                   | Benny Andersson, Agnetha Fältskog, Anni-Frid Lyngstad e Björn Ulvaeus. |
| 2010 | left to right: Daryl Stuermer, Mike Rutherford, Tony Banks, Phil Collins                                                                    | Genesis                                | Tony Banks, Phil Collins, Peter Gabriel, Steve Hackett e Mike Rutherford. |
| 2010 | | Jimmy Cliff                            | |
| 2010 | | The Hollies                            | Bernie Calvert, Allan Clarke, Bobby Elliott, Eric Haydock, Tony Hicks, Graham Nash e Terry Sylvester. |
| 2010 | | The Stooges                            | Dave Alexander, Ron Asheton, Scott Asheton, Iggy Pop e James Williamson. |
| 2011 | Alice Cooper | Alice Cooper                           | Alice Cooper, Michael Bruce Glen Buxton, Dennis Dunaway e Neal Smith. |
| 2011 | | Neil Diamond                           | |
| 2011 | | Dr. John                               | |
| 2011 | — | Darlene Love                           | |
| 2011 | | Tom Waits                              | |
| 2012 | | Beastie Boys                           | Mike D, Ad-Rock, e MCA |
| 2012 | | Donovan                                | |
| 2012 | | Guns N' Roses                          | Steven Adler, Duff McKagan, Dizzy Reed, Axl Rose, Slash, Matt Sorum e Izzy Stradlin |
| 2012 | | Laura Nyro                             | |
| 2012 | | Red Hot Chili Peppers                  | John Frusciante, Flea, Jack Irons, Anthony Kiedis, Josh Klinghoffer, Cliff Martinez, Hillel Slovak, e Chad Smith |
| 2012 | | The Small Faces/The Faces              | Kenney Jones, Ronnie Lane, Steve Marriott, Ian McLaglan, Rod Stewart, e Ronnie Wood |
| 2012 | — | The Blue Caps[N1]                      | Tommy Facenda, Cliff Gallup, Dickie Harrell, Bobby Jones, Johnny Meeks, Jack Neal, Paul Peek e Willie Williams |
| 2012 | | The Comets[N1]                         | Joey Ambrose, Franny Beecher, Danny Cedrone, Johnny Grande, Ralph Jones, Marshall Lytle, Rudy Pompilli, Al Rex, Dick Richards, e Billy Williamson |
| 2012 | | The Crickets[N1]                       | Jerry Allison, Sonny Curtis, Joe B. Mauldin, e Niki Sullivan |
| 2012 | — | The Famous Flames[N1]                  | Banda de apoio de James Brown. Incluídos: Bobby Bennett, Bobby Byrd, Lloyd Stallworth, e Johnny Terry |
| 2012 | — | The Midnighters[N1]                    | Banda de apoio de Hank Ballard. Incluídos: Henry Booth, Cal Green, Arthur Porter, Lawson Smith, Charles Sutton, Norman Thrasher e Sonny Woods |
| 2012 | | The Miracles[N1]                       | Banda de apoio de Smokey Robinson. Incluídos: Pete Moore, Claudette Rogers Robinson, Bobby Rogers, Marv Tarplin e Ronald White |
| 2013 | Nancy and Ann Wilson | Heart                                  | Michael DeRosier, Roger Fisher, Steve Fossen, Howard Leese, Ann Wilson e Nancy Wilson |
| 2013 | | Albert King                            | |
| 2013 | | Randy Newman                           | |
| 2013 | | Public Enemy                           | William "Flavor Flav" Drayton, Richard "Professor Griff" Griffin, Norman "Terminator X" Lee Rogers e Carlton "Chuck D" Ridenhour |
| 2013 | | Rush                                   | Geddy Lee, Neil Peart e Alex Lifeson |
| 2013 | | Donna Summer                           | |
| 2014 | | Peter Gabriel                          | |
| 2014 | | Hall & Oates                           | Daryl Hall e John Oates |
| 2014 | | Kiss                                   | Gene Simmons, Ace Frehley, Peter Criss e Paul Stanley |
| 2014 | | Nirvana                                | Kurt Cobain, Krist Novoselic e Dave Grohl |
| 2014 | | Linda Ronstadt                         | |
| 2014 | | Cat Stevens                            | |
| 2015 | | The Paul Butterfield Blues Band        | |
| 2015 | | Green Day                              | Billie Joe Armstrong, Tre Cool e Mike Dirnt |
| 2015 | | Joan Jett & the Blackhearts            | Joan Jett |
| 2015 | | Lou Reed                               | |
| 2015 | | Stevie Ray Vaughan & Double Trouble    | |
| 2015 | | Bill Withers                           | |
| 2016 | Lead singer Alice Cooper | Steve Miller                           | |
| 2016 | — | N.W.A.                                 | Eazy-E, Dr.Dre, Ice Cube, Arabian Prince, DJ Yella e MC Ren. |
| 2016 | | Deep Purple                            | Ritchie Blackmore, David Coverdale, Rod Evans, Ian Gillan, Roger Glover, Glenn Hughes, Ian Paice e Jon Lord. |
| 2016 | | Chicago                                | Peter Cetera, Terry Kath, Robert Lamm, Lee Loughnane, James Pankow, Walter Parazaider e Danny Seraphine. |
| 2016 | | Cheap Trick                            | Rick Nielsen, Robin Zander, Tom Petersson e Bun E. Carlos. |
| 2017 | ELO in 1981. | Electric Light Orchestra               | Bev Bevan, Jeff Lynne, Richard Tandy e Roy Wood |
| 2017 | Joan Baez in 1963. | Joan Baez                              | |
| 2017 | Journey in 2002. | Journey                                | Jonathan Cain, Aynsley Dunbar, Steve Perry, Gregg Rolie, Neal Schon, Steve Smith e Ross Valory |
| 2017 | Pearl Jam in 2016. | Pearl Jam                              | Jeff Ament, Matt Cameron, Stone Gossard, Dave Krusen, Mike McCready e Eddie Vedder |
| 2017 | — | Tupac Shakur                           | |
| 2017 | Yes in 1977. | Yes                                    | Jon Anderson, Bill Bruford, Steve Howe, Tony Kaye, Trevor Rabin, Chris Squire, Rick Wakeman e Alan White |
| 2018 | Bon Jovi in Montreal in 2007 during the Lost Highway Tour.                                                                                  | Bon Jovi                               | David Bryan, Jon Bon Jovi, Hugh McDonald, Richie Sambora, Alec John Such e Tico Torres |
| 2018 | | The Cars                               | Elliot Easton, Greg Hawkes, David Robinson, Ric Ocasek e Benjamin Orr |
| 2018 | Dire Straits in Drammenshallen, Norway, 1985                                                                                                | Dire Straits                           | Alan Clark, Guy Fletcher, John Illsley, David Knopfler, Mark Knopfler e Pick Withers |
| 2018 | The Moody Blues in 1970 at Amsterdam Airport Schiphol.                                                                                      | The Moody Blues                        | Graeme Edge, Justin Hayward, Denny Laine, John Lodge, Mike Pinder e Ray Thomas |
| 2018 | Simone in 1975 | Nina Simone                            | |
| 2019 | | The Cure                               | Perry Bamonte, Jason Cooper, Michael Dempsey, Reeves Gabrels, Simon Gallup, Roger O'Donnell, Robert Smith Porl Thompson, Lol Tolhurst e Boris Williams |
| 2019 | | Janet Jackson                          | |
| 2019 | | The Zombies                            | Rod Argent, Paul Atkinson, Colin Blunstone, Hugh Grundy e Chris White |
| 2019 | | Radiohead                              | Colin Greenwood, Jonny Greenwood, Ed O'Brien, Phil Selway e Thom Yorke |
| 2019 | | Roxy Music                             | Brian Eno, Bryan Ferry, Eddie Jobson, Andy Mackay, Phil Manzanera, Graham Simpson e Paul Thompson |
| 2019 | | Def Leppard                            | Rick Allen, Vivian Campbell, Phil Collen, Steve Clark, Joe Elliott, Rick Savage e Pete Willis |
| 2019 | | Stevie Nicks                           | |
| 2020 | The band standing onstage | Depeche Mode                           | Vince Clarke, Andrew Fletcher, Dave Gahan, Martin Gore e Alan Wilder |
| 2020 | The Doobie Brothers em 1974 | The Doobie Brothers                    | Jeff "Skunk" Baxter, John Hartman, Michael Hossack, Tom Johnston, Keith Knudsen, Michael McDonald, John McFee, Tiran Porter e Patrick Simmons |
| 2020 | Whitney Houston em 1991 | Whitney Houston                        | |
| 2020 | NIN no Lollapalooza em 1991 | Nine Inch Nails                        | Alessandro Cortini, Robin Finck, Danny Lohner, Trent Reznor, Atticus Ross, Ilan Rubin e Chris Vrenna |
| 2020 | — | The Notorious B.I.G.                   | |
| 2020 | Imagem de Marc Bolan (T. Rex) em 1973 | T. Rex                                 | Marc Bolan, Steve Currie, Mickey Finn e Bill Legend |
| 2021 | Foo Fighters em junho de 2018. Da esquerda para a direita: Chris Shiflett, Taylor Hawkins, Dave Grohl, Nate Mendel, Rami Jaffee e Pat Smear | Foo Fighters                           | Dave Grohl, Taylor Hawkins, Rami Jaffee, Nate Mendel, Chris Shiflett e Pat Smear |
| 2021 | Go Go's em 2012 | The Go-Go's                            | Charlotte Caffey, Belinda Carlisle, Gina Schock, Kathy Valentine e Jane Wiedlin |
| 2021 | Jay-Z em 2011 | Jay-Z                                  | |
| 2021 | Carole King em 2002 | Carole King                            | |
| 2021 | Todd Rundgren em 1978 | Todd Rundgren                          | |
| 2021 | Tina Turner em 1971 | Tina Turner                            | |
| 2022 | | Pat Benatar                            | Pat Benatar e Neil Giraldo |
| 2022 | | Duran Duran                            | Warren Cuccurullo, Simon Le Bon, Nick Rhodes, Andy Taylor, John Taylor e Roger Taylor |
| 2022 | | Eminem                                 | |
| 2022 | | Eurythmics                             | Annie Lennox e Dave Stewart |
| 2022 | | Dolly Parton                           | |
| 2022 | | Lionel Richie                          | |
| 2022 | | Carly Simon                            | |

### As primeiras influências

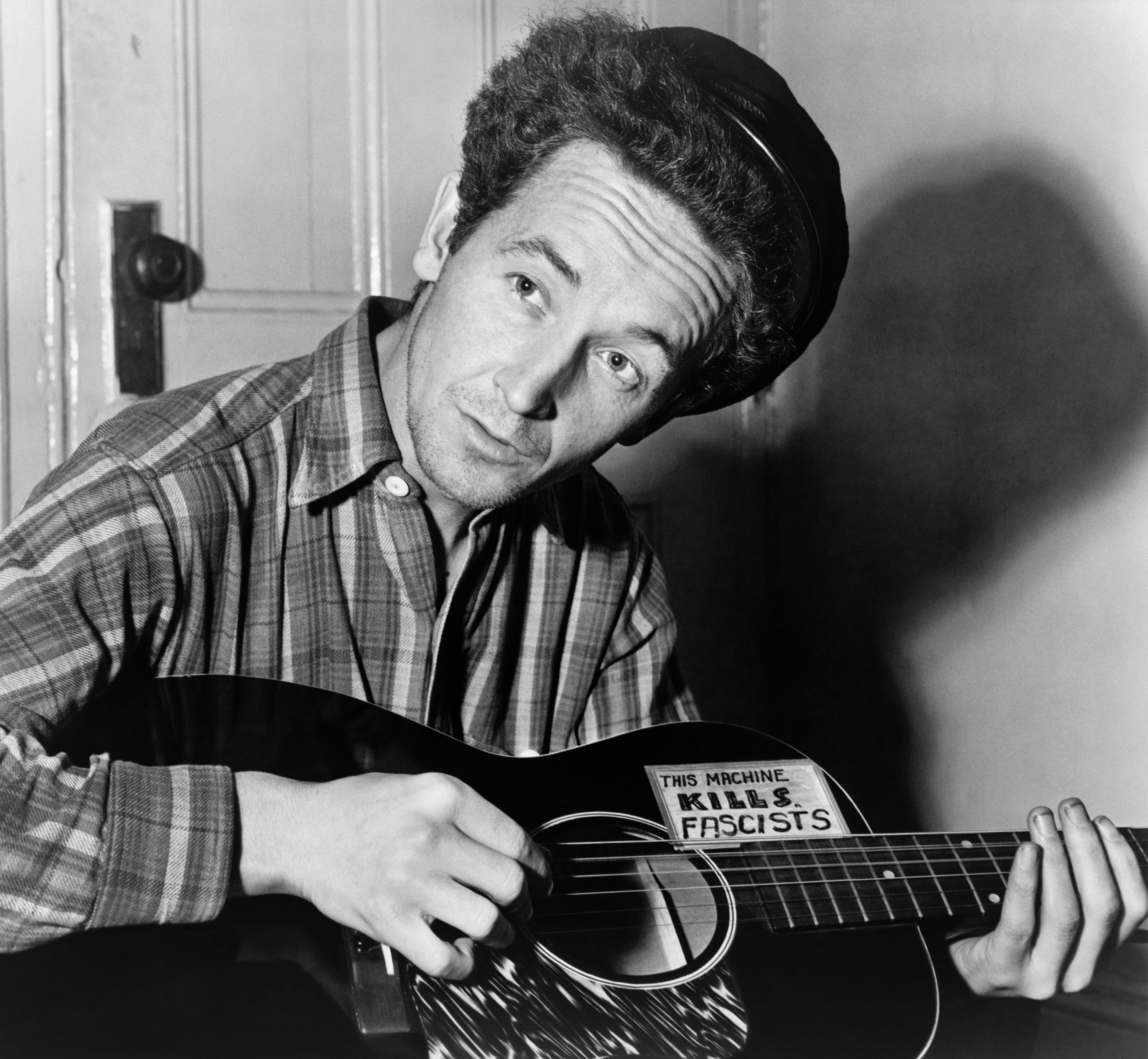
Woody Guthrie, incluído em 1988.

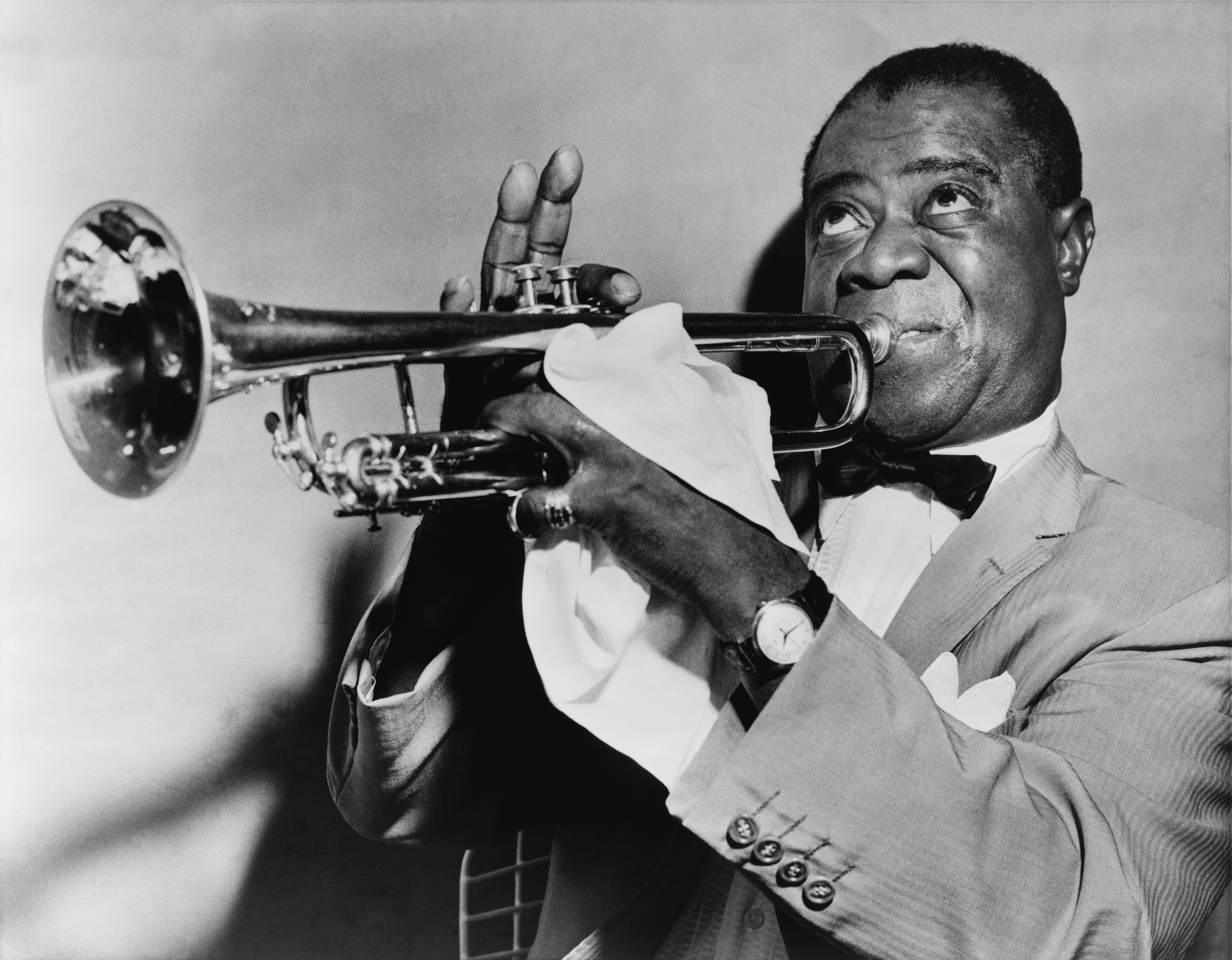
Louis Armstrong, incluído em 1990.

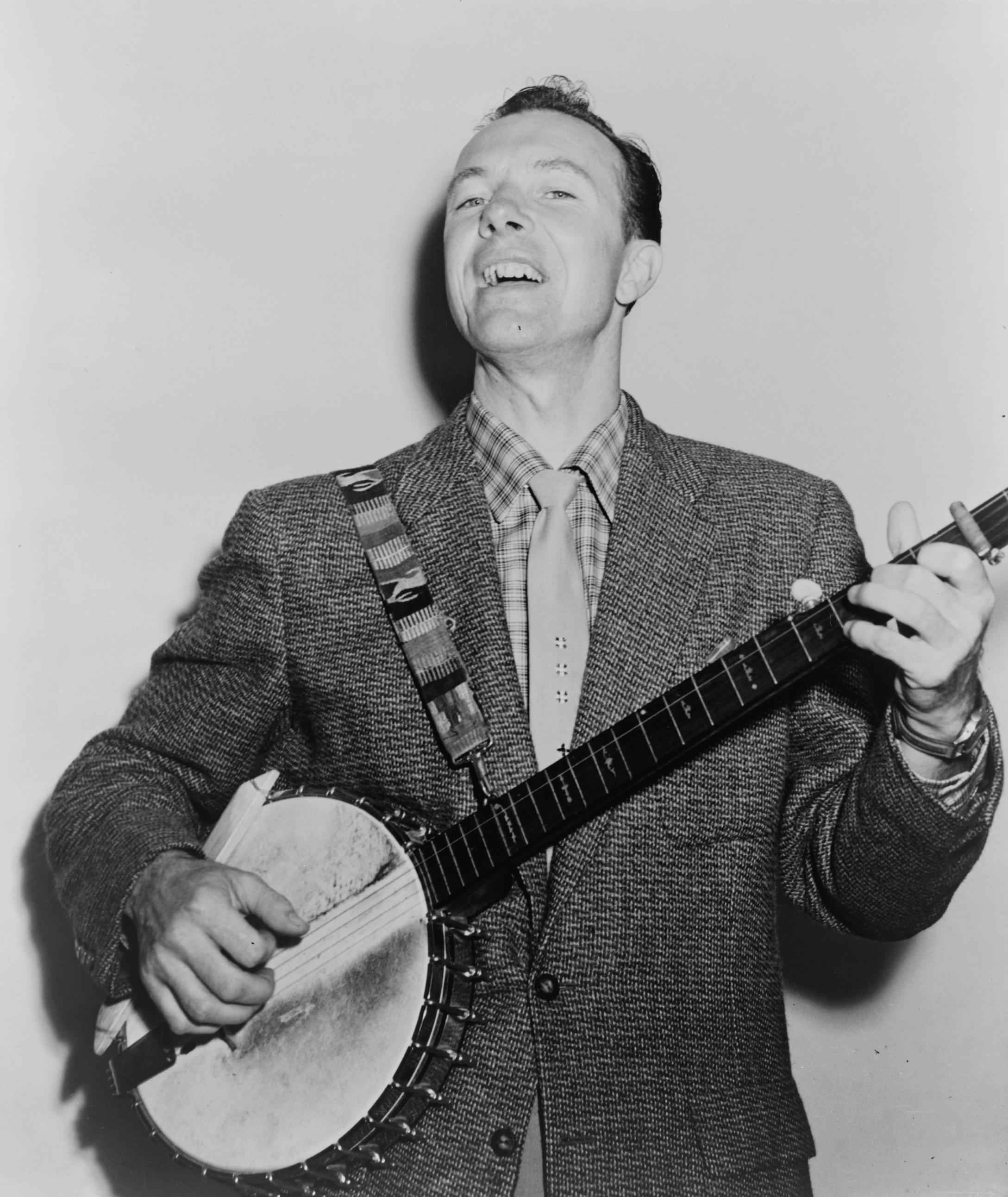
Pete Seeger, incluído em 1996.

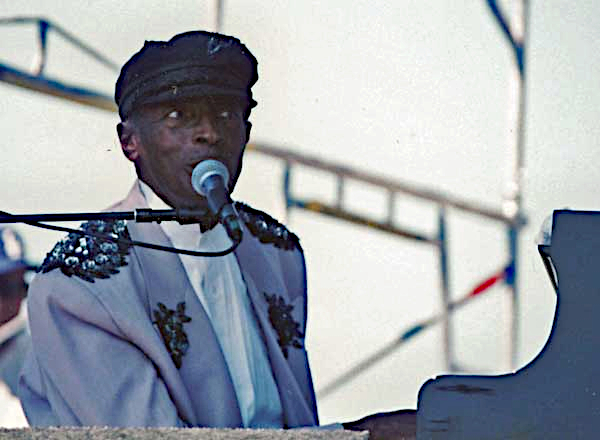
Charles Brown, incluído em 1999.

Artistas empossados na categoria primeiras influências são aqueles "cuja música é anterior ao rock and roll, mas teve um impacto sobre a evolução do rock and roll e seus principais artistas."  Ao contrário da categoria de artistas, estes homenageados são escolhidos por um comitê. O processo completo não é transparente e não está claro quem compreende esta comissão de seleção.
| Ano  | Nome                              |
| ---- | --------------------------------- |
| 1986 | Jimmie Rodgers                    |
| 1986 | Jimmy Yancey                      |
| 1986 | Robert Johnson                    |
| 1987 | Louis Jordan                      |
| 1987 | T-Bone Walker                     |
| 1987 | Hank Williams                     |
| 1988 | Woody Guthrie                     |
| 1988 | Lead Belly                        |
| 1988 | Les Paul                          |
| 1989 | The Ink Spots[A]                  |
| 1989 | Bessie Smith                      |
| 1989 | The Soul Stirrers[B]              |
| 1990 | Louis Armstrong                   |
| 1990 | Charlie Christian                 |
| 1990 | Ma Rainey                         |
| 1991 | Howlin' Wolf                      |
| 1992 | Elmore James                      |
| 1992 | Professor Longhair                |
| 1993 | Dinah Washington                  |
| 1994 | Willie Dixon                      |
| 1995 | The Orioles[C]                    |
| 1996 | Pete Seeger                       |
| 1997 | Mahalia Jackson                   |
| 1997 | Bill Monroe                       |
| 1998 | Jelly Roll Morton                 |
| 1999 | Bob Wills & His Texas Playboys[D] |
| 1999 | Charles Brown                     |
| 2000 | Nat King Cole                     |
| 2000 | Billie Holiday                    |
| 2009 | Wanda Jackson                     |
| 2012 | Freddie King                      |
| 2015 | The 5 Royales                     |
| 2018 | Sister Rosetta Tharpe             |
| 2021 | Kraftwerk[E]                      |
| 2021 | Charley Patton                    |
| 2021 | Gil Scott-Heron                   |
| 2022 | Harry Belafonte                   |
| 2022 | Elizabeth Cotten                  |

↑ A. Membros empossados: Bill Kenny, Charlie Fuqua, Deek Watson e Orville "Hoppy" Jones.

↑ B. Membros empossados: Roy Crain Sr., R.H. Harris, Jesse Farley, T.L. Bruster, James Medlock, Paul Foster, Johnnie Taylor e Bob King.

↑ C. Membros empossados: Sonny Til, Tommy Gaither, George Nelson, Johnny Reed e Alexander Sharp.

↑ D. Membros empossados: Bob Wills, Tommy Duncan, Johnny Gimble, Joe "Jody" Holley, Tiny Moore, Herb Remington, Eldon Shamblin e Al Stricklin.

↑ E. Membros empossados: Ralf Hütter, Florian Schneider, Karl Bartos e Wolfgang Flür.

### Não-artistas (Prêmio Ahmet Ertegun)

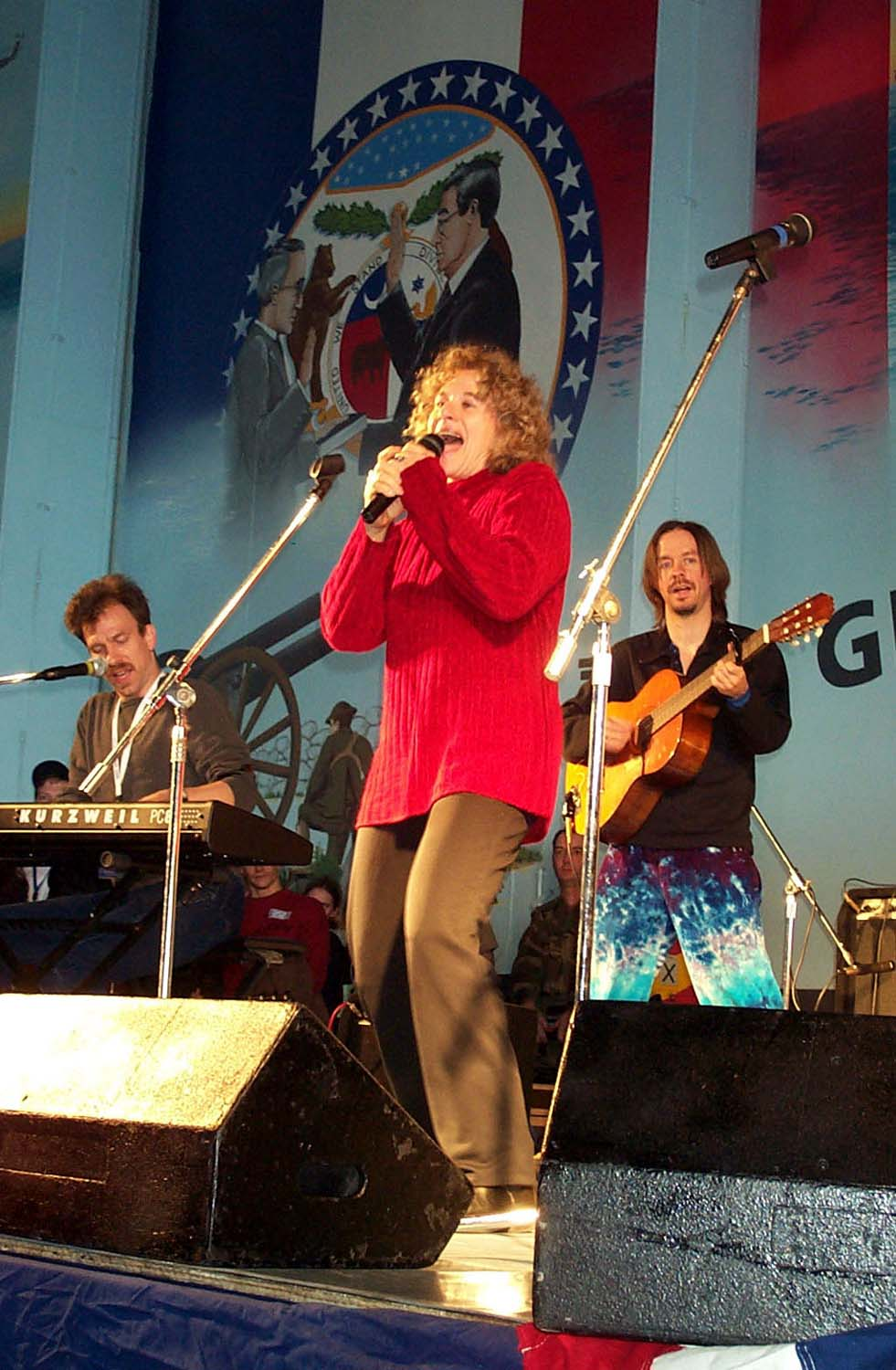
Carole King, incluído em 1990.

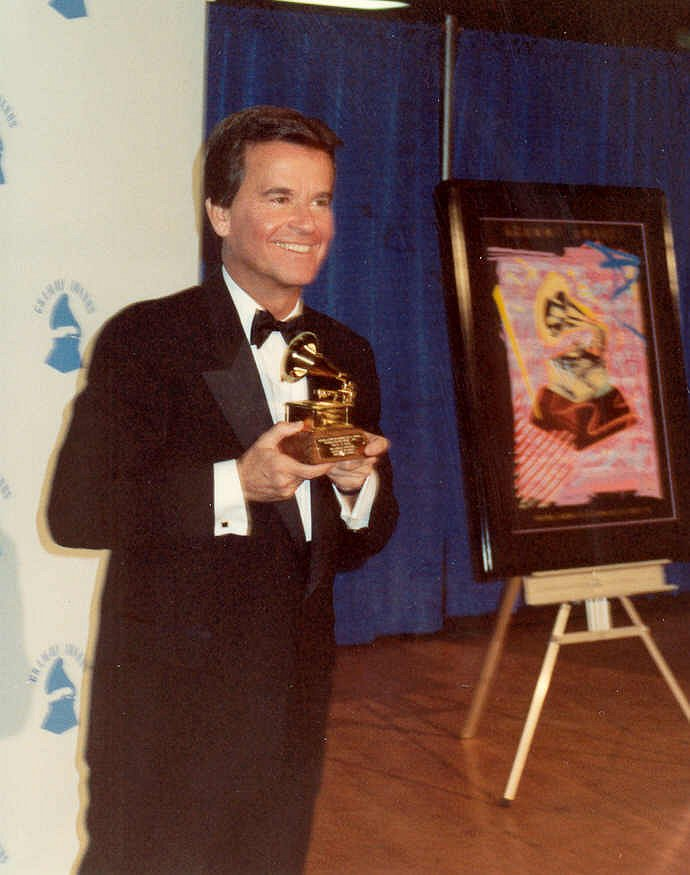
Dick Clark, incluído em 1993.

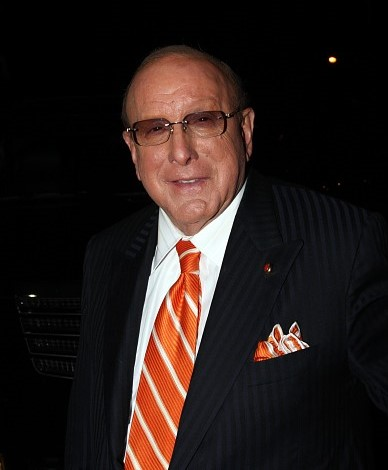
Clive Davis, incluído em 2000.

Os homenageados da categoria são "compositores, produtores, disc jockeys, executivos de gravadoras, jornalistas e outros profissionais da indústria que tiveram uma grande influência sobre o desenvolvimento do rock and roll." Os homenageados nesta categoria são selecionados pela mesma comissão que escolhe as influências iniciais. O processo completo não é transparente e não está claro quem compreende esta comissão de seleção. Esta categoria tem sido criticada por não revelar os seus critérios completos. Em 2008 esta categoria passou a se chamar "Prêmio Ahmet Ertegün".
| Ano  | Nome                         |
| ---- | ---------------------------- |
| 1986 | Alan Freed                   |
| 1986 | Sam Phillips                 |
| 1987 | Leonard Chess                |
| 1987 | Ahmet Ertegun                |
| 1987 | Jerry Leiber e Mike Stoller  |
| 1987 | Jerry Wexler                 |
| 1988 | Berry Gordy, Jr.             |
| 1989 | Phil Spector                 |
| 1990 | Gerry Goffin e Carole King   |
| 1990 | Holland-Dozier-Holland       |
| 1991 | Dave Bartholomew             |
| 1991 | Ralph Bass                   |
| 1992 | Leo Fender                   |
| 1992 | Bill Graham                  |
| 1992 | Doc Pomus                    |
| 1993 | Dick Clark                   |
| 1993 | Milt Gabler                  |
| 1994 | Johnny Otis                  |
| 1995 | Paul Ackerman                |
| 1996 | Tom Donahue                  |
| 1997 | Syd Nathan                   |
| 1998 | Allen Toussaint              |
| 1999 | George Martin                |
| 2000 | Clive Davis                  |
| 2001 | Chris Blackwell              |
| 2002 | Jim Stewart                  |
| 2003 | Mo Ostin                     |
| 2008 | Kenny Gamble e Leon Huff     |
| 2010 | David Geffen                 |
| 2010 | Otis Blackwell               |
| 2010 | Jeff Barry e Ellie Greenwich |
| 2010 | Mort Shuman                  |
| 2010 | Jesse Stone                  |
| 2010 | Barry Mann e Cynthia Weil    |
| 2011 | Jac Holzman                  |
| 2011 | Art Rupe                     |
| 2012 | Don Kirshner                 |
| 2013 | Lou Adler                    |
| 2013 | Quincy Jones                 |
| 2014 | Brian Epstein                |
| 2014 | Andrew Loog Oldham           |
| 2016 | Bert Berns                   |
| 2020 | Irving Azoff                 |
| 2020 | Jon Landau                   |
| 2021 | Clarence Avant               |
| 2022 | Allen Grubman                |
| 2022 | Jimmy Iovine                 |
| 2022 | Sylvia Robinson              |

### Empreendedores ao longo da vida
A seguir, foram empossados para "empreendedores ao longo da vida" na categoria não-intérprete.
| Ano  | Nome                     |
| ---- | ------------------------ |
| 1986 | John H. Hammond          |
| 1991 | Nesuhi Ertegun           |
| 2004 | Jann Wenner              |
| 2005 | Frank Barsalona          |
| 2005 | Seymour Stein            |
| 2006 | Herb Alpert e Jerry Moss |

### Sidemen
Criada em 2000, a categoria Sidemen "homenageia esses músicos que passaram suas carreiras fora dos holofotes, atuando como músicos de backup para grandes artistas em sessões de gravação e em concertos." Uma comissão independente, composta principalmente de produtores, escolhe os homenageados. Em 2010 essa categoria foi renomeada, passando a se chamar "Prêmio de Excelência Musical" e de acordo com Joel Peresman, presidente da Rock and Roll Hall of Fame Foundation, "Este prêmio nos dá flexibilidade para mergulhar em algumas coisas e reconhecer algumas pessoas que normalmente não são reconhecidas."

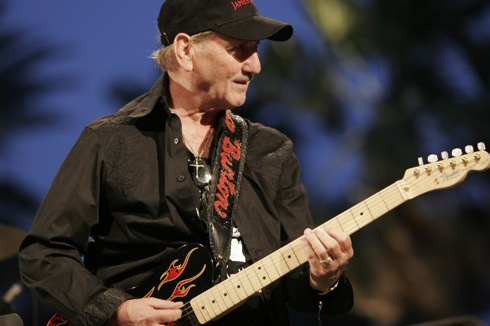
James Burton, incluído em 2001.

| Ano  | Nome            | Instrumento    |
| ---- | --------------- | -------------- |
| 2000 | Hal Blaine      | bateria        |
| 2000 | King Curtis     | Saxofone       |
| 2000 | James Jamerson  | baixo elétrico |
| 2000 | Scotty Moore    | Guitarra       |
| 2000 | Earl Palmer     | Bateria        |
| 2001 | James Burton    | Guitarra       |
| 2001 | Johnnie Johnson | Piano          |
| 2002 | Chet Atkins     | Guitarra       |
| 2003 | Benny Benjamin  | Bateria        |
| 2003 | Floyd Cramer    | Piano          |
| 2003 | Steve Douglas   | Saxofone       |
| 2008 | Little Walter   | Harmônica      |
| 2009 | Bill Black      | Baixo elétrico |
| 2009 | D. J. Fontana   | Bateria        |
| 2009 | Spooner Oldham  | Teclado        |

### Prêmio de Excelência Musical
Esta categoria, que substituiu "sidemen", "homenageia os músicos, produtores e outros que passaram suas carreiras fora dos holofotes para trabalhar com grandes artistas em suas gravações e concertos."
| Ano  | Nome                    |
| ---- | ----------------------- |
| 2011 | Leon Russell            |
| 2012 | Cosimo Matassa          |
| 2012 | Tom Dowd                |
| 2012 | Glyn Johns              |
| 2014 | The E Street Band       |
| 2015 | Ringo Starr             |
| 2017 | Nile Rodgers            |
| 2021 | LL Cool J               |
| 2021 | Billy Preston           |
| 2021 | Randy Rhoads            |
| 2022 | Jimmy Jam e Terry Lewis |
| 2022 | Judas Priest            |

## Múltiplas induções
Até 2015, apenas 20 artistas foram empossados duas vezes ou mais; 13 foram reconhecidos como um artista solo e com uma banda e sete foram empossados com duas bandas separadas. Eric Clapton é o único a ser introduzido três vezes: como um artista solo, com The Yardbirds, e com o Cream. Clyde McPhatter foi o primeiro a ser introduzido duas vezes e é um dos três artistas a serem introduzidos primeiramente como um artista solo e depois como membro de uma banda; os outros dois artistas são Neil Young e Rod Stewart. Stephen Stills é o único artista a ser introduzido duas vezes no mesmo ano. Crosby, Stills & Nash, empossados em 1997, e The Beatles, empossados em 1988, são as únicas bandas a ver todos os seus membros empossados serem introduzidos em outros atos. No caso do Crosby, Stills & Nash: David Crosby com The Byrds, em 1991, Stephen Stills com Buffalo Springfield em 1997, e Graham Nash com The Hollies em 2010. Já no caso dos Beatles, todos os seus membros foram empossados em suas carreiras solo.
|   | Nome            | Primeiro               | Ano  | Segundo                        | Ano  | Terceiro      | Ano  |
| - | --------------- | ---------------------- | ---- | ------------------------------ | ---- | ------------- | ---- |
|   | Eric Clapton    | The Yardbirds          | 1992 | Cream                          | 1993 | Carreira solo | 2000 |
|   | Jeff Beck       | The Yardbirds          | 1992 | Carreira solo                  | 2009 |               |      |
| — | Johnny Carter   | The Flamingos          | 2001 | The Dells                      | 2004 |               |      |
|   | David Crosby    | The Byrds              | 1991 | Crosby, Stills & Nash          | 1997 |               |      |
|   | George Harrison | The Beatles            | 1988 | Carreira solo                  | 2004 |               |      |
|   | Michael Jackson | The Jackson Five       | 1997 | Carreira solo                  | 2001 |               |      |
|   | John Lennon     | The Beatles            | 1988 | Carreira solo                  | 1994 |               |      |
|   | Curtis Mayfield | The Impressions        | 1991 | Carreira solo                  | 1999 |               |      |
|   | Paul McCartney  | The Beatles            | 1988 | Carreira solo                  | 1999 |               |      |
| — | Clyde McPhatter | Carreira solo          | 1987 | The Drifters                   | 1988 |               |      |
|   | Graham Nash     | Crosby, Stills & Nash  | 1997 | The Hollies                    | 2010 |               |      |
|   | Jimmy Page      | The Yardbirds          | 1992 | Led Zeppelin                   | 1995 |               |      |
|   | Paul Simon      | Simon e Garfunkel      | 1990 | Carreira solo                  | 2001 |               |      |
|   | Rod Stewart     | Carreira solo          | 1994 | The Faces                      | 2012 |               |      |
|   | Stephen Stills  | Buffalo Springfield    | 1997 | Crosby, Stills & Nash          | 1997 |               |      |
| — | Sammy Strain    | The O'Jays             | 2005 | Little Anthony & The Imperials | 2009 |               |      |
|   | Ronnie Wood     | The Rolling Stones     | 1989 | The Faces                      | 2012 |               |      |
|   | Neil Young      | Carreira solo          | 1995 | Buffalo Springfield            | 1997 |               |      |
|   | Ringo Starr     | The Beatles            | 1988 | Carreira solo                  | 2015 |               |      |
|   | Lou Reed        | The Velvet Underground | 1996 | Carreira solo                  | 2015 |               |      |
|   | Peter Gabriel   | Genesis                | 2010 | Carreira solo                  | 2014 |               |      |
|   | Dave Grohl      | Nirvana                | 2014 | Foo Fighters                   | 2021 |               |      |